# Midway Mall
 (octobre 2012).
Si vous disposez d'ouvrages ou d'articles de référence ou si vous connaissez des sites web de qualité traitant du thème abordé ici, merci de compléter l'article en donnant les références utiles à sa vérifiabilité et en les liant à la section « Notes et références ».
Midway Mall est un grand centre commercial, situé à Natal, la capitale du Rio Grande do Norte, le plus grand shopping dans l'état et le quatrième plus grand centre commercial du Brésil. Il occupe 227 mille mètres carrés, avec trois ponts pour les différents services et magasins, 10 magasins ancres, plus de 200 magasins par satellite et sept théâtres dans le réseau Cinemark multiplex stade d'une capacité de 2.140 places, plus six étages de parking couvert et gratuit avec une capacité de 3.500 véhicules. Le centre appartient au groupe de production Guararapes, dont le propriétaire possède également le réseau de magasins Lojas Riachuelo.